# Wilhelm Brandes (Agrarwissenschaftler)
Wilhelm Brandes (* 1. September 1936 in Bad Muskau; † 2. November 2023 in Göttingen) war ein deutscher Agrarwissenschaftler. Er war Emeritus der Universität Göttingen für das Fachgebiet Agrarökonomie und Rurale Entwicklung.

## Leben und Wirken
Brandes studierte Agrarwissenschaften an der Universität Gießen (1958–1961). Er promovierte 1963 und habilitierte 1969 im Bereich der Produktionsökonomie unter Leitung von Emil Woermann an der Universität Göttingen.
Von 1974 bis 1976 war er als Agrarökonom für die Weltbank in Washington, D.C. mit Schwerpunkt auf Agrarprojekten in der Türkei und in Afghanistan tätig.
Forschungsaufenthalte absolvierte er an den Universitäten von Dijon (Frankreich), New England (Australien), Oxford (Großbritannien), Southern California (USA) und Minnesota (USA).
Sein besonderes Interesse galt den methodischen und methodologischen Fragen der Produktions-, Investitions- und Entscheidungstheorie sowie der evolutorischen Ökonomik. Er war ab 2012 Ehrenmitglied der Gesellschaft für Wirtschafts- und Sozialwissenschaften des Landbaus e.V.
Sein Grab befindet sich auf dem Friedhof von Geismar, einem Ortsteil der südniedersächsischen Stadt Göttingen.

## Publikationen (Auswahl)
- mit A. Balmann, M. Odening, H.-P. Weikard: Path-dependence without increasing returns to scale and network externalities. Journal of Economic Behavior and Organization 29, 1996, S. 159–172.
- mit E. Woermann: Landwirtschaftliche Betriebslehre. 2. Auflage, Parey, Hamburg/Berlin 1969 und 1971.
- mit H.-J. Budde und E. Sperling: A computerised planning method for risky investments. European Review of Agricultural Economics 7 (1980), S. 147–175.
- Über die Grenzen der Schreibtisch-Ökonomie. Tübingen: Mohr, 1985.
- mit H. Müller und H.-P. Weikard: Puten und Perlhühner – Ein vorlesungsbegleitendes Unternehmens-Planspiel für das Grundstudium. Jahrbücher für Nationalökonomie und Statistik 207 (1990), S. 193–205.
- mit M. Odening: Investition, Finanzierung und Wachstum in der Landwirtschaft. Stuttgart: Ulmer, 1992.
- mit G. Recke und T. Berger: Produktions- und Umweltökonomik – traditionelle Konzepte, Modifikationen und Erweiterungen.
- Über Selbstorganisation in Planspielen. – Ein Erfahrungsbericht –. Diskussionsbeitrag 2001, Institut für Agrarökonomie, Universität Göttingen.